# Luftwaffenstützpunkt Graf Ignatiewo

i7
i11
i13
Der Luftwaffenstützpunkt Graf Ignatiewo (bulgarisch Авиобаза Граф Игнатиево, englisch Graf Ignatievo Air Base) ist ein bulgarischer Militärflugplatz der Bulgarischen Luftstreitkräfte. Die 3. Jagdfliegerbasis, Treta Istrebitelna awiazionna basa (3ta IAB, Трета Изтребителна авиационна база, 3та ИАБ) liegt einige Kilometer nordwestlich Marizas in der Oblast Plowdiw in Zentralbulgarien.
Daneben dient die Graf Ignatievo Air Base als eine von mehreren Militärbasen der Vereinigten Staaten in Bulgarien.

## Geschichte
Der Flugplatz entstand Ende der 1930er mit maßgeblicher Hilfe des Dritten Reichs, weshalb er in Bulgarien auch als „Deutscher Flugplatz“ bezeichnet wird. Der Flugplatz wurde 1940 eröffnet und diente fortan den damals Königlich-Bulgarischen Luftstreitkräften, die zunächst auf Seite der Achsenmächte und später alliierter Seite am Zweiten Weltkrieg teilnahmen.
Nach 1945 flogen die hier stationierten fliegenden Verbände der nunmehrigen Volksrepublik Bulgarien Flugzeuge aus sowjetischer Produktion. Die Umrüstung auf Kampfjets begann 1951. Das am längsten genutzte Kampfflugzeug während des Kalten Kriegs war die MiG-21, deren erstes Exemplar 1963 eintraf und die in verschiedenen Baureihen bis nach dem Zerfall des Warschauer Pakts genutzt wurde.
Die Basis war bis 2022 Heimat einer Staffel MiG-29A/UB-Jagdflugzeuge der Bulgarischen Luftstreitkräfte stationiert, die 1-wa Istrebitelna Awioeskadrila (1-ва Изтребителна авиоескадрила). Im Hinblick auf die erforderliche Modernisierung der Basis im Hinblick auf die ab 2025 vorgesehene Stationierung von F-16V wurden die MiG-29 2022 nach Plowdiw verlegt.

## Heutige Nutzung
Die Basis wird zurzeit (2023) modernisiert und beherbergt keine bulgarischen Flugstaffeln.
Daneben nutzen die USA den Flugplatz und im Rahmen des Southern Air Policing der NATO sind hier zeitweise auch Kampfjets von Verbündeten stationiert.

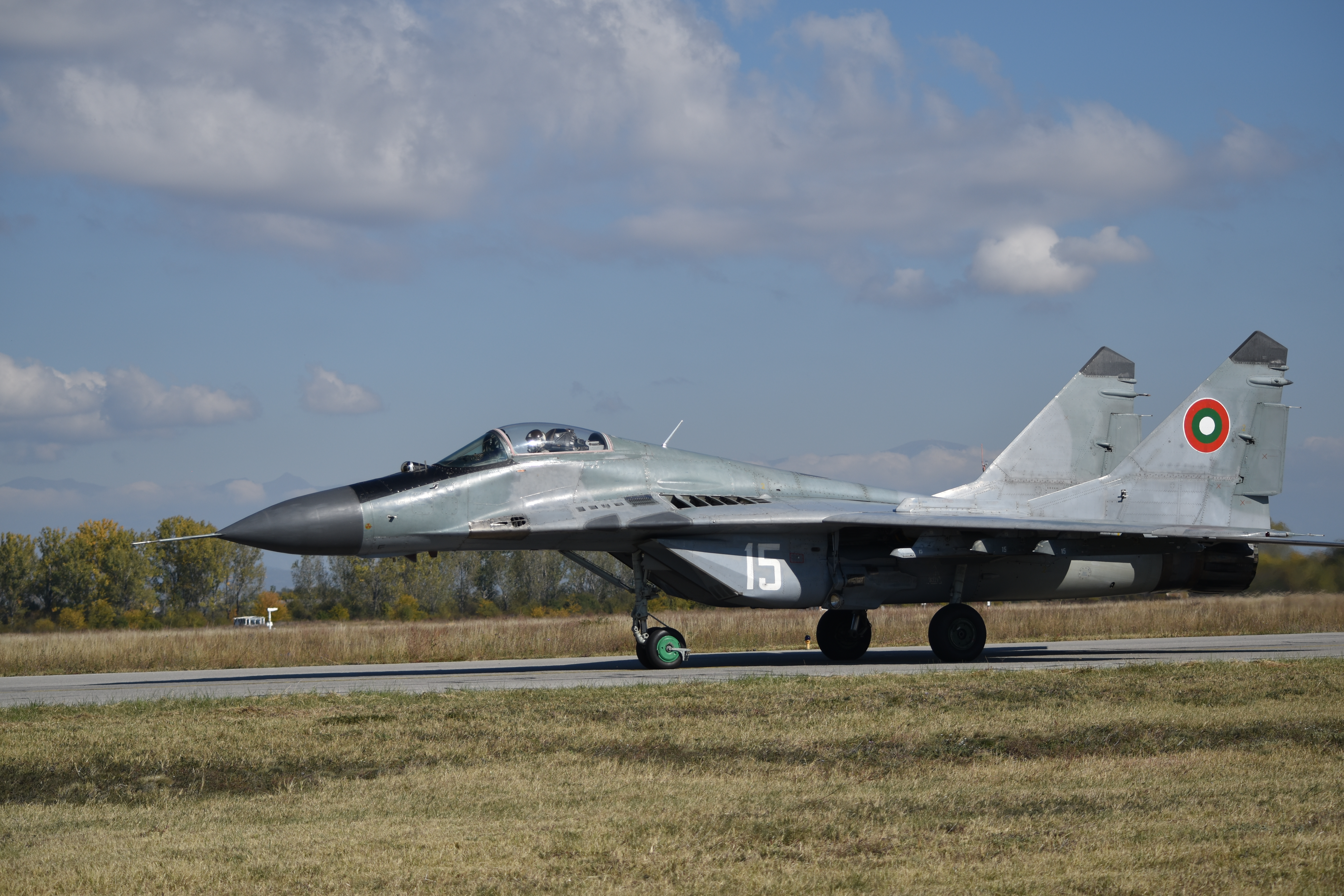
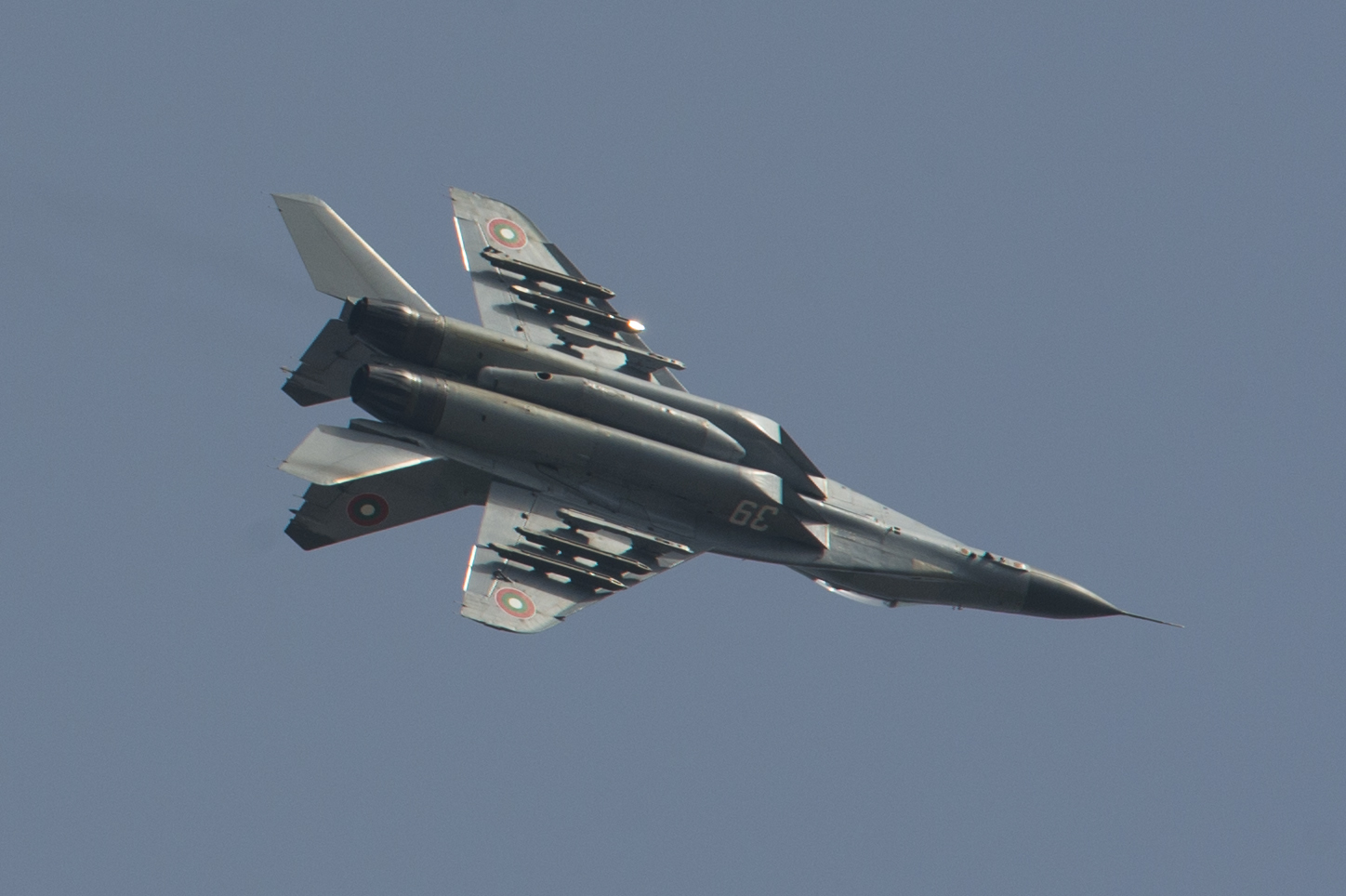
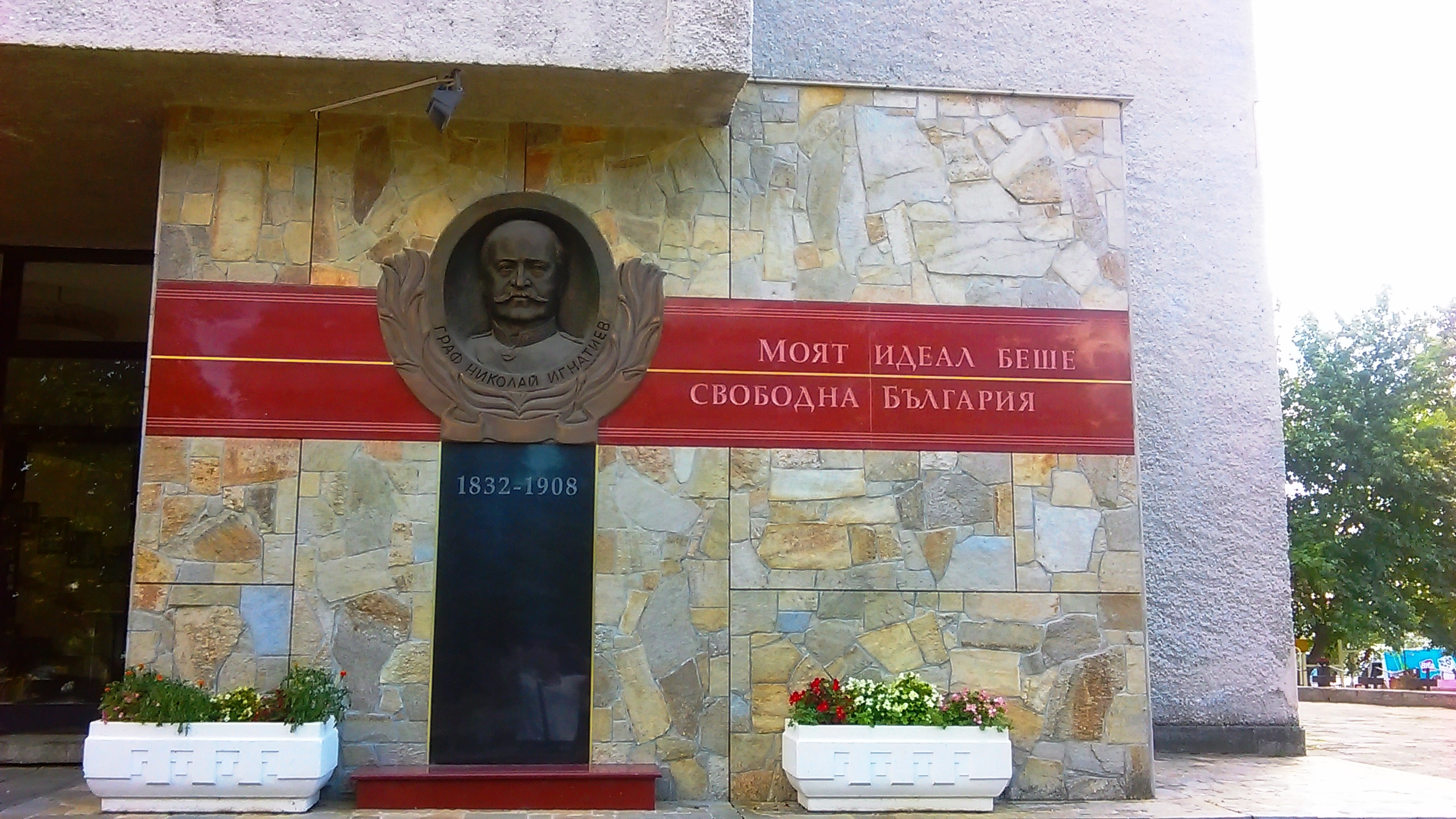